# 顔協
顔 協（がん きょう、498年 - 539年）は、南朝梁の官僚・文人。顔勰とも書かれる。字は子和。本貫は琅邪郡臨沂県。玄祖父は顔綝（顔邵の伯父）。高祖父は顔靖之。曾祖父は顔騰之。祖父は顔炳之。父は顔見遠。

## 経歴
南朝斉の治書侍御史の顔見遠の子として生まれた。幼くして父を失い、母方のおじである謝暕に養育された。若くして器の大きいことで知られた。群書を広く渉猟し、草書や隷書を得意とした。湘東王蕭繹に仕えて、湘東王常侍を初任とし、さらに府記室を兼ねた。普通7年（526年）、蕭繹が荊州刺史となると、顔協は正式に記室となった。ときに蕭繹の部下に顧協がおり、顔協と同じ名で、才能と学問では同等だったため、王府の中では「二協」と称された。おじの謝暕が死去すると、顔協は養育の恩を偲んで、伯叔の礼で喪に服した。大同5年（539年）、死去した。享年は42。蕭繹は顔協の死を惜しんで、「懐旧詩」を作って悼んだ。
顔協の編著に『晋仙伝』5篇と『日月災異図』2巻があったが、火災のために失われた。

## 子女
- 顔之儀
- 顔之推

## 伝記資料
- 『梁書』巻50 列伝第44
- 『南史』巻72 列伝第62